# Cung thể thao Quần Ngựa
Cung thể thao Quần Ngựa (tên đầy đủ là Cung Thể Thao tổng hợp Quần Ngựa) là một cung thể thao có vị trí tại quận Ba Đình, Hà Nội. Đây là địa điểm quan trọng tại Hà Nội có mục đích phục vụ nhu cầu tập luyện, thi đấu thể thao và những sự kiện khác như hội trường, họp, tổ chức biểu diễn.

## Lịch sử

### Thời kì đầu
Năm 1889, Hội Đua ngựa Hà Nội đã đưa ra lời đề nghị Thống sứ Bắc Kỳ cung cấp một khu đất nằm dọc theo đường Boulevard Gambetta (ngày nay là đường Trần Hưng Đạo), giáp các làng Nam Ngư, Liên Đường và đường Cái quan (nay là đường Lê Duẩn) làm trường đua ngựa với diện tích 94.510m2. Năm 1890, việc xây dựng khán đài được hoàn thành. Theo biên bản nghiệm thu ngày 7 tháng 10 năm 1890, khán đài này được chia làm 3 phần riêng biệt. Bên phải và bên trái là khán đài dành cho công chúng được chia thành 9 hàng với sức chứa khoảng 70 chỗ ngồi. Khu vực trung tâm sẽ được sử dụng làm khán đài dành cho khách cao cấp, được lát gạch vuông và có sức chứa khoảng 20 người.

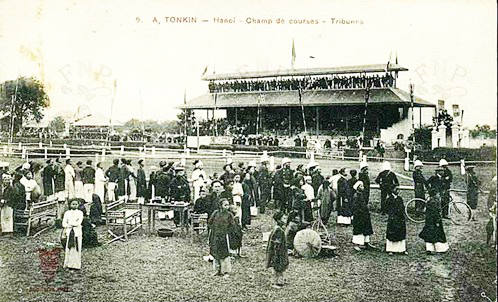
Cung Quần Ngựa thời kì Liên bang Đông Dương

Tuy vậy, khu vực khán đài đua ngựa này sau đó được trưng dụng để xây nhà đấu xảo Hà Nội (ngày nay là Cung Văn hoá Hữu nghị Việt Xô). Qua đó, năm 1899, trường đua được dời về khu vực gần vườn Bách Thảo, thuộc địa phận của các làng Ngọc Hà, Liễu Giai, Vĩnh Phúc, Kim Mã và Vạn Phúc. Đây cũng là khu vực có Cung thể thao và cung này được đặt tên là Quần Ngựa cho tới ngày nay. Chiều dài trường đua mới là 500m và chiều rộng là 200m. Ngoài ra, còn có một khu đất 10.000m2 ở phía Tây làm khán đài và bãi quây ngựa. Phủ Toàn quyền Đông Dương đã chi tới 12.000 đồng Đông Dương để đền bù đất đai và tiền hoa màu cho các làng.Theo dự toán chi tiết của Sở Nhà cửa dân sự, kinh phí cần thiết để quy hoạch trường đua mới là 10.138 đồng Đông Dương, bao gồm chi phí cho việc xây dựng khán đài và xây dựng các công trình phụ trợ. Năm 1900, trường đua tiếp tục mở rộng về phía các làng Ngọc Hà, Vĩnh Phúc và Kim Mã.

### Đầu thế kỷ 20 và trong chiến tranh
Trong khoảng thời gian chiến tranh thế giới thứ nhất xảy ra, trường đua Quần Ngựa trải qua nhiều năm không được sử dụng rơi nên rơi vào tình trạng xuống cấp nghiêm trọng, buộc chính phủ Liên Bang Đông Dương phải tiến hành cải tạo. Cuộc đua ngựa đầu tiên sau Chiến tranh thế giới thứ nhất đã được tổ chức tại trường đua Quần Ngựa vào ngày 16 tháng 7 năm 1916 nhân kỷ niệm 127 năm ngày Quốc khánh Pháp đã thu hút sự chú ý của quần chúng. Sau Cách mạng Tháng Tám xảy ra năm 1945, những biến cố trong chiến tranh đã khiến các cuộc đua ngựa ở Hà Nội kết thúc. Mảnh đất mà cung Quần ngựa từng được xây  đã có dự định sử dụng làm mặt bằng để xây nhà Quốc hội vào những năm 60 của thế kỷ 20. Tuy vậy, cuộc chiến tranh Việt Nam đã lan tới Hà Nội năm 1966, khiến cho việc xây nhà Quốc hội bị dừng lại, khiến cho dấu tích của cung Quần ngựa ngày xưa hiện nằm trong một khu dân cư thuộc quận Ba Đình.

### Sau chiến tranh và thời hiện đại
Cung thể thao Quần Ngựa từng là nơi đã diễn ra các sự kiện lớn của Thể Thao Việt Nam như Đại hội Thể thao Đông Nam Á 2003, lễ bế mạc Đại hội Thể thao Người khuyết tật Đông Nam Á, Đại hội Thể thao Trong nhà châu Á 2009 đồng thời cũng là địa điểm quan trọng phục vụ nhu cầu tập luyện, thi đấu thể thao và rất nhiều mục đích khác như hội trường, hội nghị, tổ chức biểu diễn. Đầu thập niên 2010, theo báo Tiền Phong đưa tin, cung Thể thao Quần ngựa đã có sự xuống cấp rõ rệt, trong đó sơn đã bị tróc, điều hòa không khí đã bị hỏng nhưng chưa thể sửa. Trong 8 tổ máy điều hoà, 3 tổ máy đã bị hỏng. Một cán bộ nhân viên của Cung Quần ngựa tiết lộ "đã hết sức giữ gìn cơ sở vật chất" nhưng có những nguyên nhân bất khả kháng nên một số thiết bị vẫn bị xuống cấp, hư hỏng.
Năm 2015, Cung thể thao Quần Ngựa được Uỷ ban Nhân dân thành phố Hà Nội giao cho quận Ba Đình quản lý. Uỷ ban nhân dân quận Ba Đình sẽ tiếp nhận toàn bộ tài sản, nhà, đất thuộc Cung thể thao Quần Ngựa. Quận này cũng phải có trách nhiệm quản lý, sử dụng tài sản, nhà, đất đúng mục đích, đúng chế độ quản lý tài sản hiện hành theo Pháp luật Việt Nam.
Năm 2022, công tác cải tạo, sửa chữa Cung Thể thao Quần Ngựa đã hoàn thiện để sẵn sàng phục vụ các môn thi đấu theo yêu cầu của SEA Games 31. Nơi này tổ chức các môn Thể dục nghệ thuật, Thể dục aerobic và Thể dục dụng cụ. Năm 2023, Uỷ ban Nhân dân quận Ba Đình đã thông báo về việc lấy ý kiến người dân xây dựng phương án kiến trúc khu liên hợp Cung Thể thao tổng hợp Quần Ngựa. Theo đó, dự án này được xây dựng trên diện tích khoảng 2.400m2; tổng diện tích sàn xây dựng khoảng 9.000m2, chiều cao 26m, có 4 tầng nổi (bao gồm cả tầng lửng) và 1 tầng hầm.

## Kiến trúc

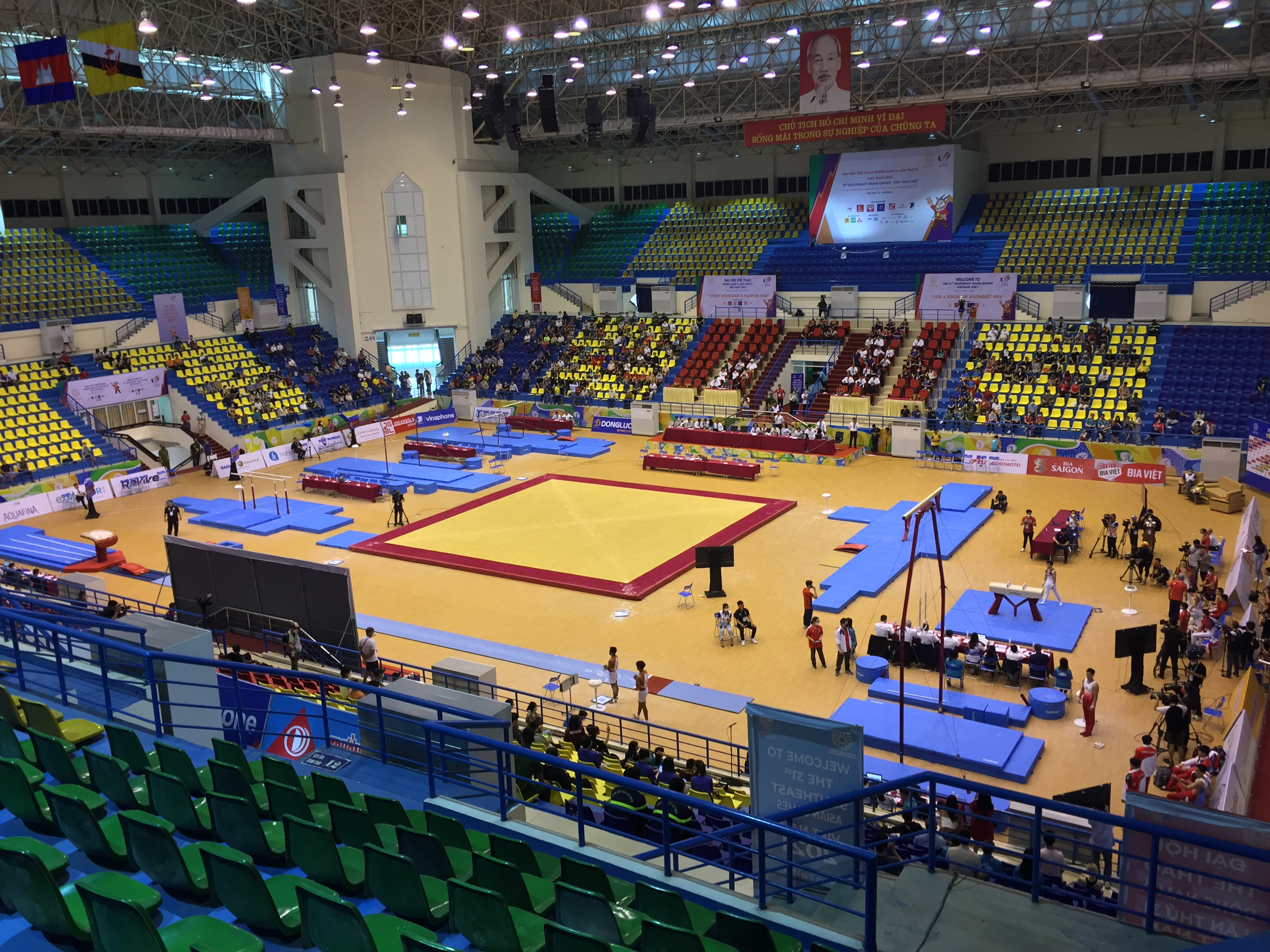
Cung Thể Thao Quần Ngựa trong thời gian diễn ra SEA Games 31

Tính đến năm 2015, tổng diện tích khu đất bao gồm cung thể thao Quần Ngựa được quản lý bởi quận Ba Đình là 51.780m2 bao gồm: 1 nhà thi đấu, 7 nhà tập, 3 nhà ở của vận động viên, 1 trạm bơm, 1 trạm biến thế, 2 phòng bảo vệ, trong đó có 4.600m2 đất chưa được giải phóng mặt bằng.
Tại Hội nghị Hà Nội 2018 diễn ra sáng ngày 17 tháng 6, Hà Nội đã công bố dự án đầu tư bãi đỗ xe ngầm đầu tiên bằng nguồn vốn xã hội hoá tại Cung thể thao Quần Ngựa với công suất 2.500 ô tô và khoảng 5.000 xe máy; sâu 5 tầng; diện tích 1,8 ha.

## Sự việc liên quan
- Năm 2018, một đêm nhạc mang tên "Ngựa hoang" của ca sĩ Tuấn Hưng đã được lên kế hoạch tổ chức vào tối ngày 5 tháng 10 tại Cung thể thao Quần Ngựa. Tuy vậy vào khoảng 18 giờ chiều cùng ngày, anh nhận được công văn hỏa tốc yêu cầu dừng chương trình từ Uỷ ban Nhân dân quận Ba Đình với “lý do đặc biệt”, khiến cho người xem đến xếp hàng ùn ứ, khán giả tỏ ra bức xúc.[12] Theo Công an quận Ba Đình lên tiếng, do địa điểm tổ chức liveshow "Ngựa hoang" kỷ niệm 20 năm sự nghiệp ca sĩ của Tuấn Hưng chưa được nghiệm thu về phòng cháy chữa cháy nên đã bị đề xuất dừng tổ chức biểu diễn.[13] Sau đó nam ca sĩ đã lên tiếng tố cáo giám đốc Cung thể thao Quần Ngựa, nhưng có thông tin cho rằng lãnh đạo của cung thể thao này có dấu hiệu "tìm cách trốn tránh trách nhiệm" và tuyên bố chỉ đền bù một phần thiệt hại. Giám đốc Cung Thể thao Quần Ngựa cũng đã tìm cách thương thảo vào ngày 19 tháng 10.[14] Trước đó, sự việc khiến tâm trạng Tuấn Hưng bị "ảnh hưởng nặng nề", đẫn dến đau dạ dày tái phát, bị kiệt sức và phải nhập viện.[15]
- Lô đất số 32 Văn Cao đã được cơ quan chức năng tại Hà Nội xác định nằm trong diện tích Cung Thể thao Quần Ngựa nhưng hiện bị lấn chiếm. Uỷ ban nhân dân phường Liễu Giai đã công bố sẽ cưỡng chế thu hồi lô đất này.[16]

## Một số sự kiện đáng chú ý khác
- Bước nhảy hoàn vũ mùa 3 (2012)[17]
- Lee Min-ho biểu diễn tại Việt Nam (2013)[18]
- Ngày Quốc tế Yoga lần thứ hai tại Việt Nam (2016)[19]
- Liveshow kỷ niệm 25 năm sự nghiệp của Khánh Thi (2017)[20]
- Lễ hội bia Hà Nội (2022)[21]
- Tuần lễ Thời trang Quốc tế Việt Nam
- Đêm chung khảo toàn quốc Hoa hậu Việt Nam (2024)[22]